# Trent Alexander-Arnold
Trent John Alexander-Arnold (Liverpool, 7 ottobre 1998) è un calciatore inglese, difensore o centrocampista del Real Madrid e della nazionale inglese.

## Caratteristiche tecniche
Di ruolo terzino destro, può agire anche da mezzala di centrocampo, posizione in cui ha ottenuto ottimi risultati. Dimostra eccellenti qualità tecniche - tra le quali risaltano i lanci lunghi e i cross - calciando principalmente con il destro. È molto abile nei calci di punizione e nei calci d'angolo.

## Carriera

### Club

#### Liverpool

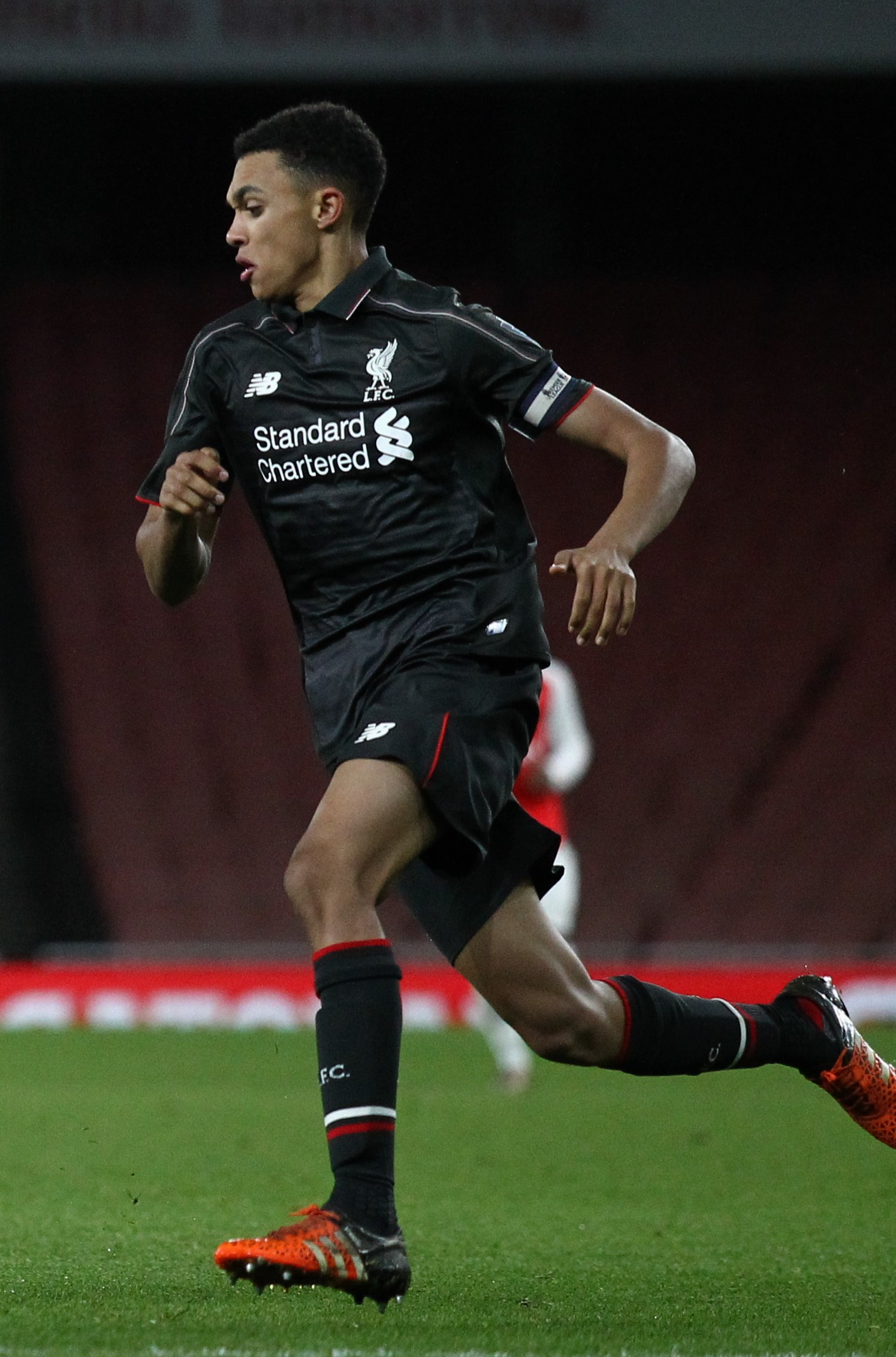
Alexander-Arnold con la maglia del Under-18 nel 2016

Inizia a giocare a calcio nelle giovanili del Liverpool. Debutta ufficialmente in prima squadra il 25 ottobre 2016, in una vittoria 2-1 contro il Tottenham valida per il quarto turno di Coppa di Lega. A novembre il giocatore firma il suo primo contratto da professionista. Jürgen Klopp lo fa esordire in Premier League il 14 dicembre 2016 in Middlesbrough-Liverpool (0-3), subentrando al 91' al posto di Divock Origi. Termina la sua prima annata con un totale di 12 presenze, venendo premiato come giovane dell'anno del Liverpool.
In vista della stagione 2017-2018, dato il grave infortunio alla schiena di Nathaniel Clyne, il giocatore ha l'opportunità di alternarsi con Joe Gomez  durante le prime fasi della campagna. Mette a segno la sua prima rete con i Reds il 15 agosto 2017 contro l'Hoffenheim, gara preliminare valida per l'accesso alla fase a gironi di UEFA Champions League, portando la sua squadra in vantaggio con un calcio di punizione. L'incontro verrà vinto 2-1 dagli inglesi. Con questa rete è divenuto il terzo giocatore a segnare al proprio debutto europeo dopo Michael Owen e David Fairclough. Il 26 dicembre seguente segna il suo primo gol in Premier League, in occasione della vittoria casalinga contro lo Swansea City (5-0). Dopo il termine della stagione, in cui ha collezionato 33 presenze in tutte le competizioni, viene inserito tra i nominati per il premio Golden Boy, dove infine si piazza secondo alle spalle di Matthijs de Ligt.

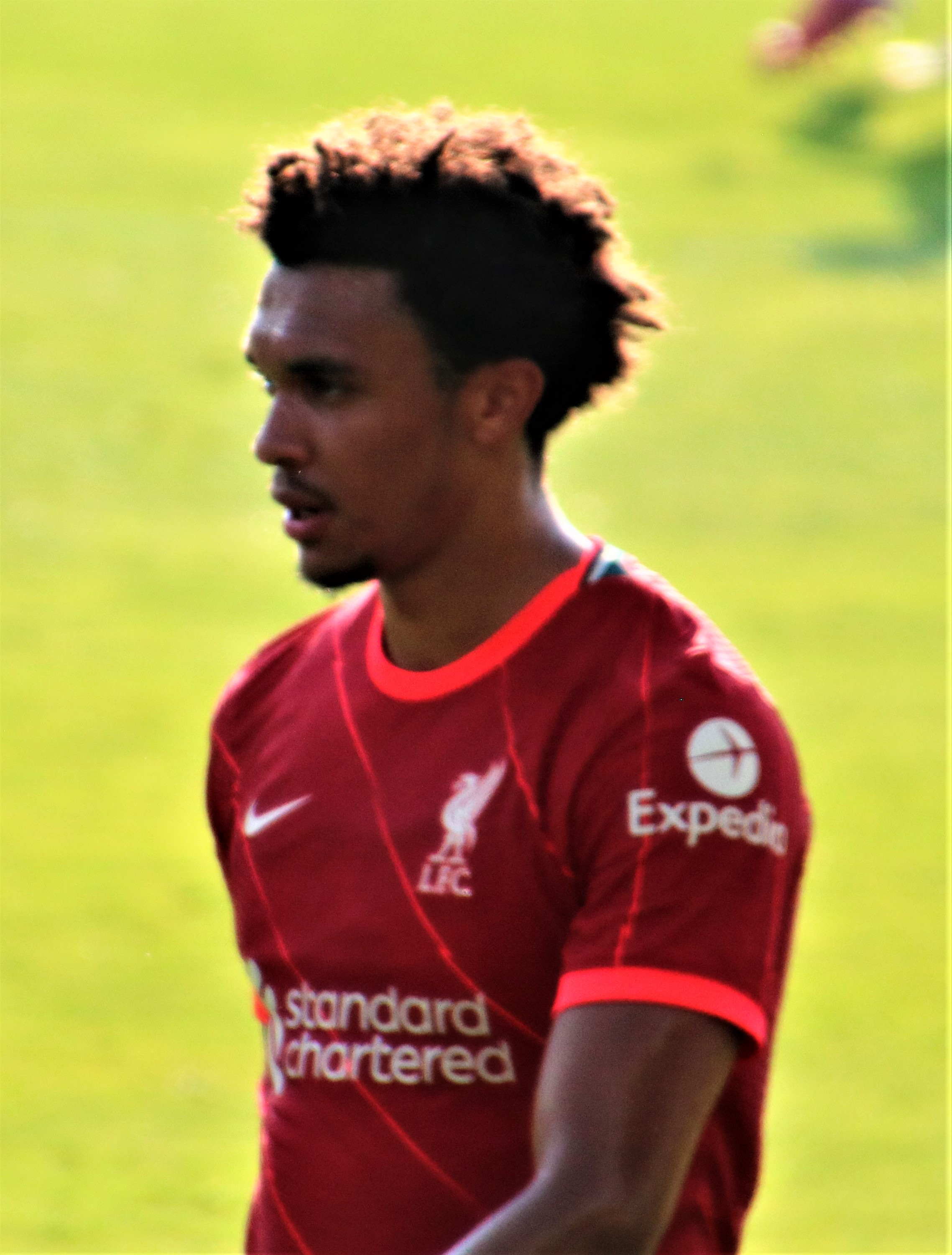
Alexander-Arnold con il nell'amichevole contro il nel 2021

Il 1º giugno 2019 si laurea campione d'Europa sconfiggendo 2-0 il Tottenham, nella finale di UEFA Champions League disputata al Wanda Metropolitano di Madrid. Nello stesso anno vince la Supercoppa UEFA contro il Chelsea e la Coppa del mondo per club FIFA. Nel 2020 la squadra vince il campionato, a trent'anni di distanza dall'ultimo successo. Nelle stagioni successive ha la possibilità di rimpinguare il suo palmarès, vincendo due coppe di lega (2021-2022 e 2023-2024), una coppa di Inghilterra (2021-2022), un Community Shield (2022) ed un'altra Premier League (2024-2025), suo ultimo trofeo con il Liverpool, dato che a maggio annuncia l'addio al club, dopo oltre 20 anni trascorsi tra giovanili e prima squadra.

#### Real Madrid
Il 30 maggio 2025, viene annunciato il tesseramento di Alexander-Arnold da parte del Real Madrid, nella Liga, con cui firma un contratto valido fino al 30 giugno 2031; prende quindi parte al Mondiale per Club del mese successivo.

### Nazionale
Il 16 maggio 2018 viene inserito dal CT della nazionale inglese Gareth Southgate nella lista dei 23 calciatori che parteciperanno al mondiale in Russia, il 7 giugno esordisce con la nazionale maggiore sconfiggendo per 2-0 la Costa Rica, mentre il 15 novembre dello stesso anno, segna la sua prima rete per l'Inghilterra battendo per 3-0 gli Stati Uniti.
Inserito tra i convocati per gli europei nel 2021, è costretto a rinunciare alla convocazione per infortunio.
Nel 2022 viene convocato per i Mondiali in Qatar, in cui ha trovato poco spazio in quanto è stato la riserva di Kieran Trippier.
Successivamente viene convocato per l'Europeo 2024. Ai quarti di finale contro la Svizzera la partita si conclude per 1-1 e l'Inghilterra si impone ai calci di rigore, Alexander-Arnold segna dal dischetto il gol del definitivo 5-3. Tuttavia i britannici sono stati sconfitti in finale dalla Spagna (2-1).

## Statistiche

### Presenze e reti nei club
Statistiche aggiornate al 5 luglio 2025.
| Stagione         | Squadra          | Campionato       | Campionato | Campionato | Coppe nazionali | Coppe nazionali | Coppe nazionali | Coppe continentali | Coppe continentali | Coppe continentali | Altre coppe    | Altre coppe | Altre coppe | Totale | Totale |
| Stagione         | Squadra          | Comp             | Pres       | Reti       | Comp            | Pres            | Reti            | Comp               | Pres               | Reti               | Comp           | Pres        | Reti        | Pres   | Reti   |
| ---------------- | ---------------- | ---------------- | ---------- | ---------- | --------------- | --------------- | --------------- | ------------------ | ------------------ | ------------------ | -------------- | ----------- | ----------- | ------ | ------ |
| 2016-2017        | Liverpool        | PL               | 7          | 0          | FACup+CdL       | 2+3             | 0               | UCL                | 0                  | 0                  | -              | -           | -           | 12     | 0      |
| 2017-2018        | Liverpool        | PL               | 19         | 1          | FACup+CdL       | 2+0             | 0               | UCL                | 12                 | 2                  | -              | -           | -           | 33     | 3      |
| 2018-2019        | Liverpool        | PL               | 29         | 1          | FACup+CdL       | 0               | 0               | UCL                | 11                 | 0                  | -              | -           | -           | 40     | 1      |
| 2019-2020        | Liverpool        | PL               | 38         | 4          | FACup+CdL       | 0               | 0               | UCL                | 7                  | 0                  | CS+SU+Cmc      | 1+1+2       | 0           | 49     | 4      |
| 2020-2021        | Liverpool        | PL               | 36         | 2          | FACup+CdL       | 1+0             | 0               | UCL                | 8                  | 0                  | -              | -           | -           | 45     | 2      |
| 2021-2022        | Liverpool        | PL               | 32         | 2          | FACup+CdL       | 3+3             | 0               | UCL                | 9                  | 0                  | -              | -           | -           | 47     | 2      |
| 2022-2023        | Liverpool        | PL               | 37         | 2          | FACup+CdL       | 2+0             | 0               | UCL                | 7                  | 1                  | CS             | 1           | 1           | 47     | 4      |
| 2023-2024        | Liverpool        | PL               | 28         | 3          | FACup+CdL       | 2+2             | 0+0             | UEL                | 5                  | 0                  | -              | -           | -           | 37     | 3      |
| 2024-2025        | Liverpool        | PL               | 33         | 3          | FACup+CdL       | 1+2             | 1+0             | UCL                | 8                  | 0                  | -              | -           | -           | 44     | 4      |
| Totale Liverpool | Totale Liverpool | Totale Liverpool | 259        | 18         |                 | 13+10           | 1+0             |                    | 67                 | 3                  |                | 5           | 1           | 354    | 23     |
| giu.-lug. 2025   | Real Madrid      | PD               | -          | -          | CR              | -               | -               | UCL                | -                  | -                  | SU+CInt+SS+Cmc | -+-+-+5     | 0           | 5      | 0      |
| Totale carriera  | Totale carriera  | Totale carriera  | 259        | 18         |                 | 23              | 1               |                    | 67                 | 3                  |                | 10          | 1           | 359    | 23     |

### Cronologia presenze e reti in nazionale
| Cronologia completa delle presenze e delle reti in nazionale ― Inghilterra | Cronologia completa delle presenze e delle reti in nazionale ― Inghilterra | Cronologia completa delle presenze e delle reti in nazionale ― Inghilterra | Cronologia completa delle presenze e delle reti in nazionale ― Inghilterra | Cronologia completa delle presenze e delle reti in nazionale ― Inghilterra | Cronologia completa delle presenze e delle reti in nazionale ― Inghilterra | Cronologia completa delle presenze e delle reti in nazionale ― Inghilterra | Cronologia completa delle presenze e delle reti in nazionale ― Inghilterra |
| Data                                                                       | Città                                                                      | In casa                                                                    | Risultato                                                                  | Ospiti                                                                     | Competizione                                                               | Reti                                                                       | Note                                                                       |
| -------------------------------------------------------------------------- | -------------------------------------------------------------------------- | -------------------------------------------------------------------------- | -------------------------------------------------------------------------- | -------------------------------------------------------------------------- | -------------------------------------------------------------------------- | -------------------------------------------------------------------------- | -------------------------------------------------------------------------- |
| 7-6-2018                                                                   | Leeds                                                                      | Inghilterra                                                                | 2 – 0                                                                      | Costa Rica                                                                 | Amichevole                                                                 | -                                                                          | 64’                                                                        |
| 28-6-2018                                                                  | Kaliningrad                                                                | Inghilterra                                                                | 0 – 1                                                                      | Belgio                                                                     | Mondiali 2018 - 1º turno                                                   | -                                                                          | 79’                                                                        |
| 11-9-2018                                                                  | Leicester                                                                  | Inghilterra                                                                | 1 – 0                                                                      | Svizzera                                                                   | Amichevole                                                                 | -                                                                          | 78’                                                                        |
| 15-10-2018                                                                 | Siviglia                                                                   | Spagna                                                                     | 2 – 3                                                                      | Inghilterra                                                                | UEFA Nations League 2018-2019 - 1º turno                                   | -                                                                          | 85’                                                                        |
| 15-11-2018                                                                 | Londra                                                                     | Inghilterra                                                                | 3 – 0                                                                      | Stati Uniti                                                                | Amichevole                                                                 | 1                                                                          |                                                                            |
| 9-6-2019                                                                   | Guimarães                                                                  | Svizzera                                                                   | 0 – 0 dts (5 – 6 dtr)                                                      | Inghilterra                                                                | UEFA Nations League 2018-2019 - Finale 3º posto                            | -                                                                          |                                                                            |
| 10-9-2019                                                                  | Southampton                                                                | Inghilterra                                                                | 5 – 3                                                                      | Kosovo                                                                     | Qual. Euro 2020                                                            | -                                                                          |                                                                            |
| 14-11-2019                                                                 | Londra                                                                     | Inghilterra                                                                | 7 – 0                                                                      | Montenegro                                                                 | Qual. Euro 2020                                                            | -                                                                          |                                                                            |
| 17-11-2019                                                                 | Pristina                                                                   | Kosovo                                                                     | 0 – 4                                                                      | Inghilterra                                                                | Qual. Euro 2020                                                            | -                                                                          | 84’                                                                        |
| 5-9-2020                                                                   | Reykjavík                                                                  | Islanda                                                                    | 0 – 1                                                                      | Inghilterra                                                                | UEFA Nations League 2020-2021 - 1º turno                                   | -                                                                          | 73’                                                                        |
| 8-9-2020                                                                   | Copenaghen                                                                 | Danimarca                                                                  | 0 – 0                                                                      | Inghilterra                                                                | UEFA Nations League 2020-2021 - 1º turno                                   | -                                                                          | 86’                                                                        |
| 11-10-2020                                                                 | Londra                                                                     | Inghilterra                                                                | 2 – 1                                                                      | Belgio                                                                     | UEFA Nations League 2020-2021 - 1º turno                                   | -                                                                          | 79’                                                                        |
| 2-6-2021                                                                   | Middlesbrough                                                              | Inghilterra                                                                | 1 – 0                                                                      | Austria                                                                    | Amichevole                                                                 | -                                                                          | 88’                                                                        |
| 5-9-2021                                                                   | Londra                                                                     | Inghilterra                                                                | 4 – 0                                                                      | Andorra                                                                    | Qual. Mondiali 2022                                                        | -                                                                          |                                                                            |
| 12-11-2021                                                                 | Londra                                                                     | Inghilterra                                                                | 5 – 0                                                                      | Albania                                                                    | Qual. Mondiali 2022                                                        | -                                                                          | 77’                                                                        |
| 15-11-2021                                                                 | Serravalle                                                                 | San Marino                                                                 | 0 – 10                                                                     | Inghilterra                                                                | Qual. Mondiali 2022                                                        | -                                                                          |                                                                            |
| 4-6-2022                                                                   | Budapest                                                                   | Ungheria                                                                   | 1 – 0                                                                      | Inghilterra                                                                | UEFA Nations League 2022-2023 - 1º turno                                   | -                                                                          | 62’                                                                        |
| 29-11-2022                                                                 | Al Rayyan                                                                  | Galles                                                                     | 0 – 3                                                                      | Inghilterra                                                                | Mondiali 2022 - 1º turno                                                   | -                                                                          | 57’                                                                        |
| 16-6-2023                                                                  | Ta' Qali                                                                   | Malta                                                                      | 0 – 4                                                                      | Inghilterra                                                                | Qual. Euro 2024                                                            | 1                                                                          |                                                                            |
| 19-6-2023                                                                  | Manchester                                                                 | Inghilterra                                                                | 7 – 0                                                                      | Macedonia del Nord                                                         | Qual. Euro 2024                                                            | -                                                                          |                                                                            |
| 13-10-2023                                                                 | Londra                                                                     | Inghilterra                                                                | 1 – 0                                                                      | Australia                                                                  | Amichevole                                                                 | -                                                                          |                                                                            |
| 17-11-2023                                                                 | Londra                                                                     | Inghilterra                                                                | 2 – 0                                                                      | Malta                                                                      | Qual. Euro 2024                                                            | -                                                                          |                                                                            |
| 20-11-2023                                                                 | Skopje                                                                     | Macedonia del Nord                                                         | 1 – 1                                                                      | Inghilterra                                                                | Qual. Euro 2024                                                            | -                                                                          | 56’ 84’                                                                    |
| 3-6-2024                                                                   | Newcastle upon Tyne                                                        | Inghilterra                                                                | 3 – 0                                                                      | Bosnia ed Erzegovina                                                       | Amichevole                                                                 | 1                                                                          |                                                                            |
| 7-6-2024                                                                   | Londra                                                                     | Inghilterra                                                                | 0 – 1                                                                      | Islanda                                                                    | Amichevole                                                                 | -                                                                          | 64’                                                                        |
| 16-6-2024                                                                  | Gelsenkirchen                                                              | Serbia                                                                     | 0 – 1                                                                      | Inghilterra                                                                | Euro 2024 - 1º turno                                                       | -                                                                          | 69’                                                                        |
| 20-6-2024                                                                  | Francoforte sul Meno                                                       | Danimarca                                                                  | 1 – 1                                                                      | Inghilterra                                                                | Euro 2024 - 1º turno                                                       | -                                                                          | 54’                                                                        |
| 25-6-2024                                                                  | Colonia                                                                    | Inghilterra                                                                | 0 – 0                                                                      | Slovenia                                                                   | Euro 2024 - 1º turno                                                       | -                                                                          | 84’                                                                        |
| 6-7-2024                                                                   | Düsseldorf                                                                 | Inghilterra                                                                | 1 – 1 dts (5 – 3 dtr)                                                      | Svizzera                                                                   | Euro 2024 - Quarti di finale                                               | -                                                                          | 115’                                                                       |
| 7-9-2024                                                                   | Dublino                                                                    | Irlanda                                                                    | 0 – 2                                                                      | Inghilterra                                                                | UEFA Nations League 2024-2025 - 1º turno                                   | -                                                                          |                                                                            |
| 10-9-2024                                                                  | Londra                                                                     | Inghilterra                                                                | 2 – 0                                                                      | Finlandia                                                                  | UEFA Nations League 2024-2025 - 1º turno                                   | -                                                                          |                                                                            |
| 10-10-2024                                                                 | Londra                                                                     | Inghilterra                                                                | 1 – 2                                                                      | Grecia                                                                     | UEFA Nations League 2024-2025 - 1º turno                                   | -                                                                          |                                                                            |
| 13-10-2024                                                                 | Helsinki                                                                   | Finlandia                                                                  | 1 – 3                                                                      | Inghilterra                                                                | UEFA Nations League 2024-2025 - 1º turno                                   | 1                                                                          |                                                                            |
| 7-6-2025                                                                   | Cornellà de Llobregat                                                      | Andorra                                                                    | 0 – 1                                                                      | Inghilterra                                                                | Qual. Mondiali 2026                                                        | -                                                                          | 64’                                                                        |
| Totale                                                                     |                                                                            | Presenze                                                                   | 34                                                                         |                                                                            | Reti                                                                       | 4                                                                          |                                                                            |

## Palmarès

### Club

#### Competizioni nazionali
- Campionato inglese: 2

Liverpool: 2019-2020, 2024-2025
- Coppa di Lega inglese: 2

Liverpool: 2021-2022, 2023-2024
- Coppa d'Inghilterra: 1

Liverpool: 2021-2022
- Community Shield: 1

Liverpool: 2022

#### Competizioni internazionali
- UEFA Champions League: 1

Liverpool: 2018-2019
- Supercoppa UEFA: 1

Liverpool: 2019
- Coppa del mondo per club: 1

Liverpool: 2019

### Individuale
- PFA Team of the Year: 3

2018-2019, 2019-2020, 2021-2022
- Squadra della stagione della UEFA Champions League: 2

2018-2019, 2021-2022
- Squadra maschile dell'anno IFFHS: 2

2019, 2020
- Squadra dell'anno UEFA: 1

2019
- Giovane dell'anno della PFA: 1

2019-2020
- FIFA FIFPro World XI: 1

2020